# Аксиома
Аксио́ма (др.-греч. ἀξίωμα «утверждение, положение», от άξιοω — считаю достойным, настаиваю, требую), или постула́т (от лат. postulatum — букв. требуемое) — исходное положение какой-либо теории, принимаемое в рамках данной теории истинным без требования доказательства и используемое при доказательстве других её положений, которые, в свою очередь, называются теоремами.

## Назначение
Необходимость в принятии аксиом без доказательств следует из индуктивного соображения: любое доказательство вынуждено опираться на какие-либо утверждения, и, если для каждого из них требовать своих доказательств, цепочка получится бесконечной. Чтобы не уходить в бесконечность, нужно где-то эту цепочку разорвать — то есть какие-то утверждения принять без доказательств, как исходные. Именно такие, принятые в качестве исходных, утверждения и называются аксиомами.
В современной науке вопрос об истинности аксиом, лежащих в основе какой-либо теории, решается либо в рамках других научных теорий, либо посредством интерпретации данной теории.
Аксиоматиза́ция (или — формализация) теории — явное указание конечного или счётного, рекурсивно перечислимого (как, например, в аксиоматике Пеано) набора аксиом и правил вывода. После того как даны названия изучаемым объектам и их основным отношениям, а также аксиомы, которым эти отношения должны подчиняться, всё дальнейшее изложение должно основываться исключительно на этих аксиомах и не опираться на обычное конкретное значение этих объектов и их отношений.
Выбор аксиом, которые составляют основу конкретной теории, не является единственным. Примеры различных, но равносильных наборов аксиом можно встретить в математической логике и евклидовой геометрии.
Набор аксиом называется непротиворечивым, если исходя из аксиом данного набора, пользуясь правилами логики, нельзя прийти к противоречию, то есть доказать одновременно и некое утверждение, и его отрицание.
Австрийский математик Курт Гёдель доказал «теоремы о неполноте», согласно которым всякая система математических аксиом (формальная система), в которой можно определить натуральные числа, сложение и умножение, неполна. Это значит, что найдётся бесконечное количество математических утверждений (функций, выражений), ни истинность, ни ложность которых не сможет быть доказана на основании данной системы аксиом. Также, по теореме о неполноте, среди этих невыводимых утверждений будет утверждение о непротиворечивости этой системы.

## История
Впервые термин «аксиома» встречается у Аристотеля (384—322 до н. э.) и переходит в математику от философов Древней Греции. Евклид различает понятия «постулат» и «аксиома», не объясняя их различия. Со времён Боэция постулаты переводят как требования (petitio), аксиомы — как общие понятия. Первоначально слово «аксиома» имело значение «истина, очевидная сама по себе». В разных манускриптах «Начал» Евклида разбиение утверждений на аксиомы и постулаты различно, не совпадает их порядок. Вероятно, переписчики придерживались разных воззрений на различие этих понятий.
Отношение к аксиомам как к неким неизменным самоочевидным истинам сохранялось долгое время. Например, в словаре Даля аксиома — это «очевидность, ясная по себе и бесспорная истина, не требующая доказательств».
Толчком к изменению восприятия аксиом послужили работы русского математика Николая Лобачевского о неевклидовой геометрии, впервые опубликованные в конце 1820-х годов. Ещё будучи студентом, он пытался доказать пятый постулат Евклида, но позднее отказался от этого. Лобачевский сделал вывод о том, что пятый постулат является лишь произвольным ограничением, которое можно заменить другим ограничением. Если бы пятый постулат Евклида был доказуем, то Лобачевский столкнулся бы с противоречиями. Однако, хотя новая версия пятого постулата и не была наглядно-очевидной, она полностью выполняла роль аксиомы, позволяя построить новую непротиворечивую систему геометрии.
Сначала идеи Лобачевского не были признаны (например, о них отрицательно отзывался академик Остроградский). Позднее, когда Лобачевский опубликовал работы на других языках, он был замечен Гауссом, который тоже имел некоторые наработки в области неевклидовой геометрии. Он косвенно высказал восхищение этой работой. Настоящее признание геометрия Лобачевского получила лишь через 10 — 12 лет после смерти автора, когда была доказана её непротиворечивость в случае непротиворечивости геометрии Евклида. Это привело к революции в математическом мире. Гильберт развернул масштабный проект по аксиоматизации всей математики для доказательства её непротиворечивости. Его планам не суждено было сбыться из-за последовавших теорем Гёделя о неполноте. Однако это послужило толчком к формализации математики. Например, появились аксиомы натуральных чисел и их арифметики, работы Кантора по созданию теории множеств. Это позволило математикам создавать строго истинные доказательства для теорем.
Сейчас аксиомы обосновываются не сами по себе, а в качестве необходимых базовых элементов теории — аксиомы могут быть достаточно произвольными, они не обязаны быть очевидными. Единственным неизменным требованием к аксиоматическим системам является их внутренняя непротиворечивость. Критерии формирования набора аксиом в рамках конкретной теории часто являются прагматическими: краткость формулировки, удобство манипулирования, минимизация числа исходных понятий и тому подобное. Такой подход не гарантирует истинность принятых аксиом. В соответствии с критерием Поппера, единственный отрицательный пример опровергает теорию и, как следствие, доказывает ложность системы аксиом, при этом множество подтверждающих примеров лишь увеличивает вероятность истинности системы аксиом.

## Примеры

### Примеры аксиом
1. Аксиома выбора
2. Аксиома параллельности Евклида
3. Аксиома Архимеда
4. Аксиома объёмности
5. Аксиома регулярности
6. Аксиома полной индукции
7. Аксиома Колмогорова
8. Аксиома множества подмножеств

### Примеры систем аксиом
1. Аксиоматика теории множеств
2. Аксиоматика вещественных чисел
3. Аксиоматика Евклида
4. Аксиоматика Гильберта
5. Аксиоматика Тарского